# ويل أوغيلفي
ويل أوغيلفي هو رسام كندي، ولد في 1901، وتوفي في 28 أغسطس 1989.